# Finger Tatuk Park
Finger Tatuk Park är en park i Kanada.   Den ligger i provinsen British Columbia, i den centrala delen av landet, 3 500 km väster om huvudstaden Ottawa. Finger Tatuk Park ligger 983 meter över havet. Den ligger vid sjön Tatuk Lake.
Terrängen runt Finger Tatuk Park är kuperad söderut, men norrut är den platt. Trakten runt Finger Tatuk Park är nära nog obefolkad, med mindre än två invånare per kvadratkilometer.. Det finns inga samhällen i närheten. 
I omgivningarna runt Finger Tatuk Park växer i huvudsak barrskog.